# Carlo Gambino
Carlo Gambino (1902. augusztus 24. - 1976. október 15.) olasz-amerikai maffiafőnök volt a Gambino klánban. Az 1957-es apalachini találkozót és Vito Genovese 1959-es bebörtönzését követően Gambino vette át az amerikai maffia bizottságát egészen 1976. október 15-én szívrohamban bekövetkezett haláláig. A szervezett bűnözésben eltöltött több mint ötven év alatt mindössze huszonkét hónapot ült börtönben, 1937-ben adócsalásért.

## Fiatalkora és családja
Gambino 1902. augusztus 24-én született az olaszországi Szicíliában, Palermóban, egy Passo di Rigano szicíliai maffiabandához tartozó családban, két testvére volt, Gaspare Gambino, aki nem volt tagja a maffiának, és Paolo Gambino, aki szintén a Gambino bűnöző 
klán tagja volt. Szülei olasz bevándorlók voltak, Tommaso Gambino és Felice Castellano. 
Gambino 1921. december 23-án lépett be az Egyesült Államokba a virginiai Norfolkban, mint potyautas az SS Vincenzo Florio hajón. Ezután New Yorkban csatlakozott unokatestvéreihez, a Castellanókhoz. A nagybátyja családjának tulajdonában lévő kis teherfuvarozó cégnél dolgozott.
Gambino később egy szerény házba költözött a Brooklynban található 2230 Ocean Parkwayre; Long Island-i rezidenciája, a 34 Club Drive Massapequában található, nyári lakhelyéül szolgált. A kétszintes téglaház, amelyet alacsony kerítés vett körül, az elülső gyepen márványszobrokkal, a Harbor Green Estates egyik zsákutcájának végén állt, kilátással a déli Oyster Bayre.   
1932-ben Gambino feleségül vette egyik unokatestvérét, Catherine Castellanót, Paul Castellano nővérét. 1932-ben négy gyermeket neveltek fel: a fiúkat, Thomast, Josephet (1936. március 28. - 2020. február 20.) és Carlót (1934-ben született), valamint egy lányt, Phyllis Gambino Sinatrát (1927. szeptember 22. - 2007. február 19.).  

## Castellammarese háború és a Bizottság
Gambino a Joe Masseria által vezetett bűnszervezet tagja volt. 1930-ban a Massachusetts állambeli Lawrence-ben letartóztatták Gambinót, mint gyanús személyt. Mivel nem tudták megvádolni, elengedték, de egy hónappal később a Massachusetts állambeli Brocktonban lopás miatt elfogták. Letartóztatási parancsot adtak ki ellene, amikor nem jelent meg a bíróságon. Négy évvel később Manhattanben szökevényként letartóztatták, majd visszatért Brocktonba, ahol a lopás vádját ejtették, amikor ezer dollárnyi kártérítést fizetett vissza.
Az 1930-as évek elejére Masseria fő riválisa Salvatore Maranzano volt, aki Szicíliából érkezett a Castellammarese klán vezetésére. Rivalizálásuk végül a véres Castellammarese háborúba torkollott. Masseria és Maranzano úgynevezett "bajszos petek" voltak: idősebb, hagyományos maffiafőnökök, akik bűnözői karrierjüket Olaszországban kezdték. Hittek a "becsület", a "hagyomány", a "tisztelet" és a "méltóság" állítólagos "óvilági maffia" elveinek fenntartásában. Ezek a főnökök nem voltak hajlandóak nem olaszokkal együtt dolgozni, és szkeptikusak voltak a nem szicíliaiakkal való együttműködéssel szemben. A legkonzervatívabb főnökök közül néhányan csak olyan emberekkel dolgoztak együtt, akiknek a saját szicíliai falujukban voltak a gyökereik.
A háború rosszul alakult Masseria számára, és Lucky Luciano meglátta a lehetőséget, hogy hűséget váltson. Egy Maranzanóval kötött titkos megállapodásban Luciano beleegyezett, hogy elrendezi Masseria meggyilkolását cserébe azért, hogy megkapja Masseria érdekeltségeit és Maranzano helyettese lesz. 1931. április 15-én Masseriát megölték a Nuova Villa Tammaróban, egy brooklyni Coney Island-i étteremben. Maranzano áldásával Luciano átvette Masseria bandáját, és Maranzano embere lett, véget vetve a Castellammarese háborúnak. 
Masseria távozásával Maranzano átszervezte a New York-i olasz-amerikai bandákat öt családba, amelyek élén Luciano, Profaci, Gagliano, Vincent Mangano és saját maga állt. Maranzano összehívta a New York állambeli Wappingers Fallsban a bűnbandák főnökeinek találkozóját, ahol capo di tutti capinak ("minden főnök főnöke") nyilvánította magát. Maranzano a rivális klánok érdekeltségeit is lecsökkentette a sajátja javára. Luciano látszólag elfogadta ezeket a változásokat, de csak az időt várta, mielőtt eltávolítja Maranzanót. Bár Maranzano valamivel előrelátóbban gondolkodott, mint Masseria, Luciano úgy vélte, hogy Maranzano még mohóbb és visszahúzódóbb, mint Masseria volt. 
1931 szeptemberére Maranzano rájött, hogy Luciano fenyegetést jelent, és felbérelte Vincent "Mad Dog" Collt, egy ír gengsztert, hogy végezzen vele. Lucchese azonban figyelmeztette Lucianót, hogy halálra van jelölve. Szeptember 10-én Maranzano utasította Lucianót, Genovesét és Costellót, hogy menjenek a Manhattan 230 Park Avenue-n lévő irodájába, ahol megölték őt. 
Később, 1931-ben Luciano Chicagóban összehívott egy találkozót a különböző főnökökkel, ahol egy bizottság felállítását javasolta, amely a szervezett bűnözés irányító testületeként szolgálna. A Bizottságot, amely azt szolgálná, hogy minden vitát rendezzen a klánok közt, és eldöntse, melyik klán melyik területet ellenőrzi, Luciano legnagyobb újításának nevezték. Luciano céljai a bizottsággal azok voltak, hogy csendben fenntartsa saját hatalmát az összes klán felett, és hogy megelőzze a jövőbeni bandaháborúkat. A főnökök elfogadták a bizottság ötletét.

## Mangano klán
Masseria halála után Gambino és unokatestvérei a Vincent Mangano által vezetett klán katonái lettek. Annak ellenére, hogy Albert Anastasia saját jogán volt maffiavezér, névlegesen a Mangano klán alvezére volt. 20 éves uralma alatt Mangano nehezményezte Anastasia szoros kapcsolatait Lucianóval és Costellóval, különösen azt, hogy Anastasia szolgáltatásait Mangano engedélye nélkül vették igénybe. Ez és más üzleti viták heves, már-már fizikai harcokhoz vezettek a két maffiózó között.
Gambinót 1937-ben letartóztatták, és 22 hónapot töltött a Lewisburg-i börtönben adócsalásért, ami egy millió gallonos philadelphiai szeszfőzde üzemeltetésével függött össze.
Mangano testvérét, Philipet 1951. április 19-én holtan találták a brooklyni Sheepshead Bay közelében. 1951-ben Brooklynban Anastasia parancsára meggyilkolták testvérével együtt. Vincent Mangano holttestét végül soha nem találták meg, és tíz évvel később, 1961. október 30-án nyilvánította halottnak a brooklyni Surrogate's Court. A Mangano gyilkosságok ügyében soha senkit nem tartóztattak le, de széles körben feltételezték, hogy Anastasia ölette meg őket.

## Anastasia meggyilkolása
Az 1950-es évek közepén Genovese úgy döntött, hogy Frank Costello ellen fordul. Genovesének ehhez azonban el kellett távolítania Costello erős szövetségesét is a Bizottságból, Albert Anastasiát, aki az Anastasia bűnözőklán főnöke volt. Genovese hamarosan szövetkezett Gambinóval, Anastasia egyik alvezérével, Anastasia hatalmának megdöntése kapcsán.
1957 elején  Genovese megbízta Vincent Gigantét, hogy gyilkolja meg a Genovese klánfőnök Costellót. 1957. május 2-án Gigante rálőtt és megsebesítette Costellót a lakóháza előtt. Bár a seb csak felületes volt, mégis meggyőzte Costellót, hogy adja át a hatalmat Genovesének és vonuljon vissza. Egy portás felismerte Gigantét mint a merénylőt, azonban 1958-ban Costello azt vallotta, hogy képtelen volt felismerni támadóját. 1958-ban Gigantét felmentették a gyilkossági kísérlet vádja alól.
Miután Costello távozott, Genovese és Gambino feltételezhetően elrendelte Anastasia meggyilkolását. Gambino átadta a megbízást Joe Profacinak, aki aztán ezt vélhetően átadta a Joseph "Crazy Joe" Gallo által vezetett Gallo bandának. 1957. október 25-én Anastasiát meggyilkolták a Park Sheraton Hotel fodrászüzletében, Midtown Manhattanben, majd Gambino lett az új főnöke a Mangano klánnak, amelyet átkereszteltek Gambino bűnözőklánra.
Gambino Joseph Biondót nevezte ki alfőnöknek, azonban 1965-re felváltotta őt Aniello Dellacroce.

## Az apalachini találkozó és Genovese bukása
1957 novemberében, közvetlenül az Anastasia-gyilkosság után, miután Costellótól átvette az irányítást a Luciano bűnözőklán felett, Genovese egy országos Cosa Nostra-gyűlés megtartásával akarta legitimálni új hatalmát. Genovese a New York-i Buffalo főnökét és a Bizottság tagját, Stefano "The Undertaker" Magaddinót választotta, aki viszont az északkelet-pennsylvaniai klánfőnököt, Joseph Barbarát és alvezérét, Russell Bufalinót választotta ki, hogy felügyeljék az apalachini találkozó összes előkészületét. Az apalachini találkozó egyik témája Kuba volt, különösen a La Cosa Nostra szerencsejáték- és kábítószer-csempész érdekeltségei a szigeten. A nemzetközi kábítószer-kereskedelem szintén fontos téma volt a találkozó napirendjén, ám emellett a New York-i ruhaipari érdekeltségek és zsarolások, mint például az üzlettulajdonosok uzsorakölcsönzése és a ruházati központok kamionforgalmának ellenőrzése, szintén szerepeltek a napirenden.
1957. november 14-én az Egyesült Államok és Olaszország befolyásos maffiózói Barbara birtokán, a New York állambeli Apalachinban gyűltek össze. A találkozó napirendjén szerepelt az illegális szerencsejátékkal és kábítószer-kereskedelemmel kapcsolatos nyitott kérdések megoldása, különösen New York környékén. Edgar D. Croswell állami rendőrnek tudomására jutott, hogy Barbara fia szobákat foglalt a helyi szállodákban, valamint nagy mennyiségű húst szállított egy helyi hentes a Barbara-házba. Ez gyanússá vélt Croswellnek, ezért úgy döntött, hogy szemmel tartja Barbara házát. Amikor az állami rendőrség számos luxusautót talált Barbara házánál, elkezdték feljegyezni a rendszámokat. Miután kiderült, hogy ezek közül az autók közül sok ismert bűnözők nevén van, az állami rendőrség erősítést küldött a helyszínre, és útzárat állított fel. Amikor a maffiózók észrevették a rendőrséget, autóval és gyalogosan kezdtek menekülni a gyűlésről. Sok maffiózó a Barbara-birtokot körülvevő erdőn keresztül menekült el; Gambino vélhetően részt vett a találkozón, de nem volt az elfogott maffiózók között.
A rendőrség egy útlezárásnál megállított egy autót, amelyet Bufalino vezetett, és amelynek utasai között volt Genovese és három másik férfi is, amikor elhagyták a birtokot; Bufalino azt mondta, hogy beteg barátját, Barbarát jött meglátogatni. Genovese pedig azt mondta, hogy csak grillezni ment, és Barbarával üzletet akart megbeszélni. A rendőrök elengedték.
Gambino és Luciano feltehetőleg segítettek kifizetni 100 000 dollár egy részét egy Puerto Ricó-i drogkereskedőnek, hogy hamisan belekeverje Genovesét egy drogügyletbe. 1959. április 17-én Genovesét 15 év börtönre ítélték kábítószer-bűncselekmények miatt, ahol 1969. február 14-én meghalt.

## A Maffiafőnök
Genovese bebörtönzése után Gambino vette át a Bizottság irányítását. Gambino megvetette a drogokat, és bár a heroin és a kokain rendkívül jövedelmező volt, úgy gondolta, hogy ezzel is felhívja magára a figyelmet. A droggal kereskedő klántagok büntetése Gambino stílusában a halál volt.
Az 1960-as években a Gambino klánnak 500 katonája és több mint 1000 partnere volt. 1962-ben Carlo Gambino legidősebb fia, Thomas Gambino feleségül vette Tommy Lucchese lányát, Francest. Több mint 1000 vendég vett részt az esküvőn, amelyen Carlo Gambino 30 000 dolláros ajándékot adott Lucchesének. Cserébe Lucchese Gambinónak adta az Idlewild repülőtéren (mai nevén John F. Kennedy repülőtér) lévő ütőkártyáinak egy részét. Lucchese gyakorolta az ellenőrzést a repülőtér vezetőségének biztonsága és az összes repülőtéri szakszervezet felett. Egy csapatként Lucchese és Gambino immár a repülőteret, a Bizottságot és a New York-i szervezett bűnözés nagy részét irányította.

## Összeesküvés a Bizottság ellen
1963-ban Joseph Bonanno, a Bonanno bűnözőklán feje terveket szőtt a maffiabizottság több riválisa - Gambino, Tommy Lucchese és Stefano Magaddino főnökök, valamint Frank DeSimone - meggyilkolására, amihez Joseph Magliocco támogatását kérte, és Magliocco készségesen beleegyezett. Bonanno nemcsak azért volt elkeseredve, mert nem kapott helyet a Bizottságban, hanem Profacival több mint 30 éven keresztül szoros szövetségesek voltak Profaci halála előtt. Bonanno vakmerő célja az volt, hogy átvegye a Bizottság irányítását, és Maglioccót a jobbkezévé tegye. Magliocco megbízást kapott Lucchese és Gambino megölésére, és a megbízást egyik legjobb bérgyilkosának, Joseph Colombónak adta. Az opportunista Colombo azonban felfedte a tervet a célpontjai előtt. A többi főnök gyorsan rájött, hogy ezt nem Magliocco tervelte ki saját maga. Visszaemlékezve arra, hogy Bonanno milyen szoros kapcsolatban állt Maglioccóval (és előtte Profacival), illetve arra, hogy házasságaik révén szoros kapcsolat fűzte őket egymáshoz, a többi főnök arra a megállapításra jutott, hogy Bonanno volt az ötletgazda. A Bizottság beidézte Bonannót és Maglioccót, hogy adjanak számot a tettükről. Bonanno halálfélelmében Montrealban bujkált, Maglioccót pedig magára hagyta, hogy tárgyaljon a Bizottsággal. Magliocco erősen megtört és megromlott egészségi állapotában bevallotta az összeesküvésben játszott szerepét. A Bizottság ugyan megkegyelmezett neki, de arra kényszerítette, hogy a Profaci klán főnöki tisztségéből visszavonuljon, és fizessen 50 000 dolláros bírságot. Jutalmul, amiért szembefordult a főnökével, Colombo megkapta a Profaci klánt.

## Kitoloncolási végzése
A bevándorlási és honosítási hivatal már 1953-ban megindította a kitoloncolási eljárást, de Gambino szívbetegsége és állandó kórházi kezelései miatt évekig nem haladtak előre. 1970-ben vádat emeltek ellene egy 3 millió dollárt szállító páncélautó eltérítésére irányuló felbujtás vádjával, és 1970. március 23-án letartóztatták. 75 000 dollár óvadék ellenében szabadon engedték, és egészségi állapota miatt soha nem került bíróság elé. Ugyanebben az évben a Legfelsőbb Bíróság helybenhagyta az 1967-es végzést, amelyet korábban megfellebbezett, és amely szerint ki kell toloncolni, mert illegálisan lépett be az országba. Amikor a kormány megpróbálta végrehajtani a parancsot, Gambinót kórházba szállították, mivel súlyos szívrohamot kapott.

## Colombo gyilkossági kísérlete
1971. június 28-án az Olasz-Amerikai Polgárjogi Liga által szponzorált második Olasz Egység Napja tüntetésen a Columbus Circle-en Colombóra három lövést adott le Jerome A. Johnson, az egyik a fejét érte; Johnsont Colombo testőrei azonnal megölték. Colombo a lövéstől ugyan nem halt meg, élete háralevő részére lebénult. Később, 1978-ban meghalt.
Bár a Colombo klánban sokan Joe Gallót hibáztatták a merényletért, a rendőrség végül arra a következtetésre jutott, hogy Johnson egyedül lőtt, miután kihallgatták Gallót. Mivel Johnson néhány nappal korábban egy Gambino klubban töltötte az időt, az egyik elmélet szerint Gambino szervezte a merényletet. Colombo nem volt hajlandó meghallgatni Gambino panaszait a Ligával kapcsolatban, és állítólag az egyik vita során leköpte Gambinót. A Colombo klán vezetősége azonban meg volt győződve arról, hogy Gallo rendelte el a gyilkosságot, miután összeveszett a klánnal. Gallót 1972. április 7-én gyilkolták meg.
1962. január 26-án Luciano szívrohamban halt meg a nápolyi nemzetközi repülőtéren. Három nappal később 300 ember vett részt Luciano temetési szertartásán Nápolyban. Holttestét egy lóvontatású fekete halottaskocsiban szállították végig Nápoly utcáin. Az amerikai kormány engedélyével Luciano rokonai visszavitték a holttestét New Yorkba temetésre. A queensi Middle Village-i Szent János temetőben temették el. Temetésén több mint 2000 gyászoló vett részt. Gambino, Luciano régi barátja mondta a gyászbeszédet.

## Tommy Eboli meggyilkolása
Genovese halála után Gerardo Catena lett az új hivatalos főnök. Catena ellen azonban 1970-ben vádat emeltek és börtönbe került.  1970-ben Thomas Eboli lett a klán elöljáró főnöke a következő két évben. Eboli azonban a Genovese klán igazi feje akart lenni. Hogy előmenetelét elősegítse, Eboli 4 millió dollárt vett kölcsön a Bizottság elnökétől és a rivális Gambino bűnözőklán fejétől, Carlo Gambinótól egy új kábítószer-kereskedelmi művelet finanszírozására. A bűnüldöző szervek azonban hamarosan leállították Eboli drogüzletét, és letartóztatták a legénységének nagy részét. Gambino és alvezére, Aniello Dellacroce állítólag elmentek Ebolihoz, hogy visszakapják a pénzüket, de nem volt nála. Gambino ezután állítólag elrendelte Eboli meggyilkolását a fizetés hiánya miatt. Úgy vélik azonban, hogy Gambino valójában a Gambino szövetségesére, Frank "Funzi" Tierire akarta lecserélni Ebolit, és hogy Gambino a kábítószer-kereskedelmi akciót használta fel Eboli felültetésére. 1972. július 16-án Eboli elhagyta barátnője lakását a brooklyni Crown Heightsban, és elsétált a közelben leparkolt Cadillacjéhez. Miközben Eboli a parkoló autóban ült, egy arra járó teherautón egy fegyveres ötször rálőtt. A fején és a nyakán érte a találat, Eboli azonnal meghalt. Soha senkit nem vádoltak meg ezzel a gyilkossággal. 

## Halála
Gambino 1976. október 15-én, pénteken, a kora reggeli órákban, 74 éves korában halt meg Massapequa-i otthonában, miután előző este a televízióban végignézte, ahogy a New York Yankees megnyeri az Amerikai Liga bajnoki címét. A hivatalos ok természetes ok volt, és halála nem volt váratlan, tekintve, hogy a közelmúltban szívbetegségben szenvedett. A Cusimano & Russo temetkezési vállalat adott otthont a virrasztásának az október 16-17-i hétvégén. A gyászmisét október 18-án, hétfőn tartották a brooklyni Our Lady of Grace templomban.
Gambinót ezután a queensi Saint John temető kolostorépületében, a családja termében temették el. Gambino temetésén és virrasztásán több száz ember vett részt, azonban a civil ruhás rendőrök és FBI-ügynökök kint vegyültek el. Temetési menetét 13 limuzin, mintegy tucatnyi személyautó és egy virágkocsi alkotta.

### Utóélet
A várakozásokkal ellentétben korábban Castellanót nevezte ki utódjául az alvezér Dellacroce helyett. Gambino úgy tűnt, hogy bűnözői családja számára előnyös lenne, ha Castellano a fehérgalléros üzletekre összpontosítana. Dellacroce akkoriban adócsalás miatt börtönben ült, és nem tudta megtámadni Castellano utódlását.
Castellano utódlását a november 24-i ülésen erősítették meg, amelyen Dellacroce is jelen volt. Castellano elintézte, hogy Dellacroce továbbra is alfőnök maradjon, miközben közvetlenül irányítja a Cosa Nostra hagyományos tevékenységeit, mint például a zsarolás, rablás és uzsorakölcsönök. Bár Dellacroce elfogadta Castellano utódlását, az alku gyakorlatilag két rivális frakcióra osztotta a Gambino klánt.

## A populáris kultúrában
- A Gotti című 1996-os filmben Carlo Gambinót Marc Lawrence alakítja a Gambino klán fejeként, aki 1976-ban bekövetkezett haláláig a Gambino klán főnöke volt.
- A 2001-es Főnökök főnöke című filmben Carlo Gambinót Al Ruscio alakítja. A Cosa Nostrában töltött korai éveitől kezdve egészen haláláig mutatták be, amikor Paul Castellano lett az utódja. Fiatalabb énjét William DeMeo alakítja.
- Az AMC 2015-ös The Making of the Mob című minisorozatában: New York című filmben Carlo Gambinót Noah Forrest alakítja.
- A 2018-as Gotti életrajzi filmben Carlo Gambinót Michael Cipiti alakítja.

## Fordítás
- Ez a szócikk részben vagy egészben  a   Carlo Gambino című angol Wikipédia-szócikk ezen változatának fordításán alapul.  Az eredeti cikk szerkesztőit annak laptörténete sorolja fel. Ez a jelzés csupán a megfogalmazás eredetét és a szerzői jogokat jelzi, nem szolgál a cikkben szereplő információk forrásmegjelöléseként.